# Zentralbauleitung der Waffen-SS und Polizei Auschwitz
Die Zentralbauleitung der Waffen-SS und Polizei Auschwitz (ZBL Auschwitz) unter deren zeitweiligem Leiter Karl Bischoff war verantwortlich auch für die bauliche Planung und Errichtung des Vernichtungs- und Konzentrationslagers Auschwitz-Birkenau mitsamt den Gaskammern und Krematorien zur Zeit der deutschen Besetzung Polens zwischen 1941 und 1944. Ihre Beteiligung daran kann durch erhaltene Akten relativ gut abgeschätzt werden. Diese SS-interne Planungsstelle und Bauleitung entwarf die entsprechenden Baupläne und sorgte für deren Umsetzung bis hin zu laufenden Reparaturmaßnahmen während der Massenmorde durch weitere Täter, die der Lager-SS angehörten.

## SS-Neubauabteilung des Stammlagers
Am 27. April 1940 ordnete Reichsführer SS Heinrich Himmler an, in Oświęcim (Auschwitz) ein Regionalgefängnis und Durchgangslager für 10.000 Männer zu errichten. Im Vorort Zasole befanden sich mehrere Backsteinbauten, die zuvor der polnischen Artillerie als Kasernen gedient hatten. Für den Ausbau des Stammlagers war die SS-Neubauabteilung KL Auschwitz/Oberschlesien zuständig; sie wurde vom Mai 1940 bis zum November 1941 vom Architekten August Schlachter geführt. Leitende Mitarbeiter waren unter anderen Walter Urbanczyk als Stellvertreter, der Architekt Walter Dejaco und der Hochbauingenieur Fritz Ertl.
Der Lagerkommandant Rudolf Höß ließ sich wöchentlich über den Fortgang der Bauarbeiten berichten. Anfangs ging es um Trinkwasserversorgung, Abwasserkanäle und Drainage des Geländes. Zu den ersten Baumaßnahmen gehörte der Umbau eines früheren Munitionsdepots („Bunker“) zu einem Krematorium; ein erster Ofen der Firma Topf und Söhne war im August 1940 betriebsbereit. Im September 1940 ordnete Oswald Pohl an, die Lagerkapazität durch eine Aufstockung der 14 einstöckigen Kasernen vorzunehmen. Zu den angefertigten Bauplänen gehörte der Umbau des später als Block 11 bezeichneten Gebäudes, in dessen Keller sich Dunkelzellen befanden.
Hans Kammler vom SS-Hauptamt Haushalt und Bauten befahl am 27. September 1941, im „Interessengebiet Auschwitz“ ein neues Lager für zunächst 50.000 sowjetische Kriegsgefangene zu errichten – das spätere KZ Auschwitz-Birkenau. Kammler glaubte, August Schlachter sei den anstehenden größeren Aufgaben nicht gewachsen, und übertrug Anfang Oktober 1941 Karl Bischoff diese Aufgabe.

## Personal und Aufbau der Zentralbauleitung
Zum 15. Oktober 1941 wurde Karl Bischoff als Nachfolger Schlachters eingesetzt. Wenige Wochen später wurde die Neubauabteilung in den Rang einer Zentralbauleitung erhoben, deren Leitung Bischoff bis zum Oktober 1943 behielt und dann von Werner Jothann abgelöst wurde. Im weiteren Sinne unterstand die Zentralbauleitung der Amtsgruppe C (Abteilung des Bauwesens) im SS-Wirtschafts- und Verwaltungshauptamt (SS-WVHA) in Berlin, deren Leiter SS-Gruppenführer Hans Kammler war. Die direkt vorgesetzte Dienststelle war bis Dezember 1943 die SS-Bauinspektion Ost mit Dienstsitz Posen und danach die daraus hervorgegangene Bauinspektion der der Waffen-SS und Polizei Schlesien mit Dienstsitz Kattowitz. Zudem unterstand sie dem für das SS-Interessengebiet und seinen Bauten zuständigen Standortältesten und Lagerkommandanten.
1941 bestand die Bauleitung aus 34 Personen, die in der Folgezeit mit Mauerpolieren, Betonfacharbeitern, Zeichnern, Bau- und Elektroingenieuren aus dem Personalbestand der Wachmannschaften auf etwa 90 Mitarbeiter vervollständigt wurde. Für umfangreiche Planungs- und Zeichenaufgaben wurden auch zahlreiche Häftlinge eingesetzt. Insgesamt gehörten der ZBL Auschwitz im Zeitraum zwischen 1941 und Sommer 1944 mehr als 180 SS-Angehörige an. Sie organisierten den Einsatz von rund 8000 Häftlingen und 1000 Zivilarbeitern. Planerische Entscheidungen blieben weitgehend den zwanzig SS-Offizieren vorbehalten, die zwischen 1941 und Januar 1945 dort Dienst taten.
Die ZBL war folgendermaßen gegliedert: Baubüro und die Abteilungen Hochbau, Wasserversorgung, Vermessung und  Allgemeines. Der ZBL Auschwitz unmittelbar unterstellt waren fünf Bauleitungen. Die Bauleitung 2 war unmittelbar an der Planung des Massenmordes beteiligt; ab 1943 ergänzte der Organisationsplan deren Aufgabenbeschreibung mit dem Zusatz „Durchführung der Sonderbehandlung“.
- Bauleitung 1: Stammlager (Hans Kirschneck): Aufstockung der Häftlingsblocks, Neubau von Funktionsgebäuden im Kommandanturbereich, Unterkunftsbaracken und Wohnsiedlungen.
- Bauleitung 2: Kriegsgefangenenlager Birkenau (Josef Janisch): Errichtung von 343 Häftlingsbaracken, 158 Funktionsbaracken, vier Krematorien, Gaskammern und Leichenhallen.
- Bauleitung 3: Industriegelände Auschwitz (Werner Jothann): Werkhallen für DAW, DEST und Friedrich Krupp AG
- Bauleitung 4: Hauptwirtschaftslager der Waffen-SS und Truppenwirtschaftslager Oderberg (Josef Pollok): Magazingebäude und Bürobaracke
- Bauleitung 5: Gut Freudenthal und Partschendorf (SS-Unterscharführer Mayer): Bauten für Landwirtschaftliche Betriebe – ab 1944 Meliorationen (Josef Frenk)

## Mitwirkung am Genozid
Der Zentralbauleitung Auschwitz kam beim staatlich organisierten Massenmord an den europäischen Juden eine wichtige Rolle zu, indem sie als „williges und weitgehend reibungslos funktionierendes Organ“ zur Umsetzung der „Endlösung“ beitrug. Jeder, der am Bau der vier Krematorien in Auschwitz-Birkenau beteiligt war, wusste ab einem bestimmten Zeitpunkt genau, welchen verbrecherischen Zielen diese Bauten dienen sollten.
Bereits bei den ersten „Probevergasungen“ im Stammlager im Keller des Blocks 11 waren Arbeitskommandos der Bauleitung beim Abdichten tätig. Mehrfach wurden Umbauten im Krematorium I im Stammlager durchgeführt, die eine planerische Mitwirkung der Bauleitung bedingten.
Heinrich Himmler besichtigte am 17. Juli 1942 Auschwitz. Bischoff durfte ihn begleiten und wurde vor allen Offizieren für seine Leistung belobigt. In einem Beförderungsvorschlag Ende 1942 werden Bischoffs Verdienste der „best organisierten und leistungsfähigen Großbaustelle der Waffen-SS“ gerühmt, insbesondere habe er „die technischen Voraussetzungen für die Durchführung der Sonderaktion des Reichführers SS in Tag- und Nachtarbeit geschaffen.“ Obwohl auch im internen Dienstverkehr die vollständige Zweckbestimmung der Krematorien ungenannt bleiben sollte, meldete Bischoff seinem Vorgesetzten Kammler die baldige Fertigstellung von „Krematorium II“ in einem Brief vom 29. Januar 1943 mit folgenden Worten:

„Die Öfen wurden im Beisein des Herrn Oberingenieur Prüfer der ausführenden Firma, Firma Topf u. Söhne, Erfurt, angefeuert und funtionieren tadellos. Die Eisenbetondecke des Leichenkellers konnte infolge Frosteinwirkung noch nicht ausgeschalt werden. Die ist jedoch unbedeutend, da der Vergasungskeller hierfür benützt werden kann.“

## Strafrechtliche Verfolgung
Obwohl der SS-Obersturmführer Josef Janisch 1948 auf der Fahndungsliste der Alliierten stand, wurde er nie zur Rechenschaft gezogen. Zwar wurden 1959 und 1962 von verschiedenen Staatsanwaltschaften Ermittlungen gegen ihn angestellt, doch kam es vor seinem Tode 1964 nicht zu einem Strafverfahren. Mit Walter Dejaco und Fritz Ertl wurde gegen zwei weitere Angehörige der ZBL Auschwitz ermittelt. Sie standen 1972 in Wien vor Gericht. Das Verfahren endete mit einem Freispruch. Bischoff starb 1950, ohne je von der Strafverfolgungsbehörde behelligt worden zu sein.

## Planunterlagen und Schriftverkehr
Anfang November 1943 verließ Bischoff Auschwitz und wurde Leiter der Bauinspektion der der Waffen-SS und Polizei Schlesien, die später kriegsbedingt von Kattowitz nach Breslau verlegt wurde. Im Zuge der Lagerräumung wurde ein Teil der ZBL-Angehörigen zur Bauinspektion der der Waffen-SS und Polizei Schlesien versetzt und weitere zum SS-WVHA beziehungsweise zu Bauleitungen anderer Konzentrationslager. Die Zentralbauleitung in der Nähe der Kommandantur wurde aufgelöst und das Gebäude im Laufe des Jahres 1944 versiegelt. Bei der Vernichtung der Unterlagen des Konzentrationslagers im Januar 1945 durch die SS wurde das stillgelegte Gebäude der Zentralbauleitung als Dienststellen-Archiv vergessen und die Unterlagen später größtenteils in Staatsarchive nach Moskau geschafft. Bei der Aufteilung der Akten in der direkten Nachkriegszeit verblieb ein kleinerer Teil seiner Akten in Polen. In den Bauunterlagen finden sich auch Bestellungen für Gasprüfgeräte und Spezialtüren, deren Zweckbestimmung eindeutig ist.
2008 in Deutschland entdeckte Original-Baupläne der Bauleitung der Waffen-SS und Polizei Auschwitz wurden 2009 der Holocaust-Gedenkstätte Yad Vashem in Israel übereignet. Überliefert ist auch das Album der Zentralbauleitung, in dem der Fortschritt der Bauarbeiten im Lagerkomplex Auschwitz durch den Angehörigen der Zentralbauleitung Dietrich Kamann fotografisch dokumentiert ist.